# Egg Harbor (condado de Door, Wisconsin)
Egg Harbor es un pueblo ubicado en el condado de Door en el estado estadounidense de Wisconsin. En el Censo de 2010 tenía una población de 1.342 habitantes y una densidad poblacional de 4,26 personas por km².

## Geografía
Egg Harbor se encuentra ubicado en las coordenadas 44°58′7″N 87°22′5″O / 44.96861, -87.36806. Según la Oficina del Censo de los Estados Unidos, Egg Harbor tiene una superficie total de 314.87 km², de la cual 93.38 km² corresponden a tierra firme y (70.34%) 221.48 km² es agua.

## Demografía
Según el censo de 2010, había 1.342 personas residiendo en Egg Harbor. La densidad de población era de 4,26 hab./km². De los 1.342 habitantes, Egg Harbor estaba compuesto por el 95.08% blancos, el 0% eran afroamericanos, el 0.45% eran amerindios, el 0.15% eran asiáticos, el 0% eran isleños del Pacífico, el 3.95% eran de otras razas y el 0.37% pertenecían a dos o más razas. Del total de la población el 8.87% eran hispanos o latinos de cualquier raza.